# 26151 Irinokaigan
26151 Irinokaigan este un asteroid din centura principală, descoperit pe 2 octombrie 1994, de Tsutomu Seki.